# Adãozinho
Adãozinho (* 2. April 1923 in Porto Alegre; † 30. August 1991; bürgerlich Adão Nunes Dornelles) war ein brasilianischer Fußball-Stürmer.

## Leben
In seiner Vereinskarriere spielte Adãozinho für vier Klubs, darunter die bekannten Vereine SC Internacional und CR Flamengo. Mit Internacional gewann er mehrmals die Staatsmeisterschaft von Rio Grande do Sul und mit Flamengo ein Mal die Staatsmeisterschaft von Rio de Janeiro.
Zudem bestritt Adãozinho drei Länderspiele für die brasilianische Fußballauswahl. Mit dieser nahm er an der Weltmeisterschaft 1950 im eigenen Land teil, bei der die Mannschaft den zweiten Platz hinter Uruguay belegte.
Er starb 1991 im Alter von 68 Jahren.

### Erfolge
- 5× Campeonato Gaúcho (1944, 1945, 1947, 1948, 1950 jeweils mit dem SC Internacional)
- 1× Campeonato Carioca (1953, mit CR Flamengo)

## Weblink
- Adãozinho (Memento vom 15. November 2007 im Internet Archive) bei sambafoot.com

| Personendaten    | Personendaten                           |
| ---------------- | --------------------------------------- |
| NAME             | Adãozinho                               |
| ALTERNATIVNAMEN  | Dornelles, Adão Nunes (wirklicher Name) |
| KURZBESCHREIBUNG | brasilianischer Fußballspieler          |
| GEBURTSDATUM     | 2. April 1923                           |
| GEBURTSORT       | Porto Alegre                            |
| STERBEDATUM      | 30. August 1991                         |